# Discotek IN
Discotek IN var en dansk natklub, beliggende Nørregade 1 ved Gammeltorv i Indre By, København.
Discotek IN, der med sine 1.000 kvadratmeter var Københavns største diskotek, åbnede i 1996 og blev hurtigt populær på grund af sit koncept med fri bar. IN satte også sit præg på musikscenen med udgivelsen af i alt 9 compilation-albums, kaldet The Sound of IN. Cd'erne afspejlede musikken fra stedet; trance, dance, pop og electronica. IN var opbygget som tre klubber på samme adresse: La Hacienda, The Dance Floor og Electrolysen.
IN lukkede i september 2011. Lokalerne I Nørregade rummer i dag diskoteket Rumors NightClub.
Februar 2020 besluttede ny ejerkreds at genåbne brandet Discotek IN, dette med afholdelse af events og festivaler og pt. uden en fast adresse.